# Himla Soodyall
Himla (Himladevi) Soodyall (Durban, 1963) es una genetista sudafricana que participa en la búsqueda de algunas de las líneas genéticas humanas más antiguas, centrándose principalmente en el África subsahariana. Su trabajo sobre el ADN ha señalado al sur de África como la región geográfica más probable de origen de la especie humana.
Es directora del Laboratorio de Investigación de Enfermedades y Diversidad Genómica Humana, Servicio Nacional de Laboratorio de Salud de la Universidad de Witwatersrand. Recibió una Orden de Bronce de Mapungubwe en 2005 por sus "contribuciones destacadas en el campo de la ciencia" en Sudáfrica.

## Educación
Soodyall nació en Durban y se educó en el instituto Gandhi-Desai antes de obtener una licenciatura y una diplomatura en la Universidad de Durban-Westville y un máster en biotecnología en la Universidad de Witwatersrand. Su doctorado, sobre genética poblacional y evolutiva humana, lo obtuvo en 1993 bajo la supervisión de Trefor Jenkins.

## Carrera profesional
Soodyall pasó 4 años con una beca internacional Fogarty (de los Institutos Nacionales de Salud de los Estados Unidos) en la Universidad Estatal de Pensilvania realizando una investigación posdoctoral con Mark Stoneking. En 1996 regresó a Sudáfrica para establecer su propio laboratorio en el Instituto Sudafricano de Investigación Médica (ahora el Servicio Nacional de Laboratorio de Salud ). Aquí llevó a cabo investigaciones de genética evolutiva y de poblaciones.
En 2001 fue nombrada directora de la Unidad de Investigación de Enfermedades y Diversidad Genómica Humana en WITS. También fue invitada a participar en el Proyecto Genográfico como investigadora principal para el África subsahariana.

## Reconocimientos, premios y membresías
- Premio del Presidente de 1999 de la NRF[1][2][3]
- Premio de investigación del vicerrector de WITS 1999[1][3]
- 2005 Orden de Mapungubwe (Bronce) por sus "Contribuciones destacadas en el campo de la ciencia"[1][2]

## Publicaciones seleccionadas
Soodyall es la autora de Un paseo por el jardín del Edén. También es autora o coautora de más de 90 publicaciones académicas, entre las que se incluyen:
- Sahibdeen, Venesa; Crowther, Nigel J.; Soodyall, Himla; Hendry, Liesl M.; Munthali, Richard J.; Hazelhurst, Scott; Choudhury, Ananyo; Norris, Shane A. et al. (19 de julio de 2018). «Genetic variants in SEC16B are associated with body composition in black South Africans». Nutrition & Diabetes (Springer Science and Business Media LLC) 8 (1): 43. ISSN 2044-4052. PMC 6053407. PMID 30026463. doi:10.1038/s41387-018-0050-0.
- Soodyall, Himla; Kromberg, Jennifer G. R (2016). «Human Genetics and Genomics and Sociocultural Beliefs and Practices in South Africa». Genomics and Society. Elsevier. ISBN 978-0-12-420195-8. doi:10.1016/b978-0-12-420195-8.00016-1.
- Owers, Katharine A.; Sjödin, Per; Schlebusch, Carina M.; Skoglund, Pontus; Soodyall, Himla; Jakobsson, Mattias (5 de abril de 2017). «Adaptation to infectious disease exposure in indigenous Southern African populations». Proceedings of the Royal Society B: Biological Sciences (The Royal Society) 284 (1852): 20170226. ISSN 0962-8452. PMC 5394675. PMID 28381615. doi:10.1098/rspb.2017.0226.
- Schlebusch, Carina M.; Malmström, Helena; Günther, Torsten; Sjödin, Per; Coutinho, Alexandra; Edlund, Hanna; Munters, Arielle R.; Vicente, Mário et al. (28 de septiembre de 2017). «Southern African ancient genomes estimate modern human divergence to 350,000 to 260,000 years ago». Science (American Association for the Advancement of Science (AAAS)) 358 (6363): 652-655. Bibcode:2017Sci...358..652S. ISSN 0036-8075. PMID 28971970. doi:10.1126/science.aao6266.